# Euclystis facunda
Euclystis facunda är en fjärilsart som beskrevs av Felder 1874. Euclystis facunda ingår i släktet Euclystis och familjen nattflyn. Inga underarter finns listade i Catalogue of Life.